# 1849

## أحداث
- تأسيس مدينة ليبرفيل وتقع حاليا في الغابون.
- تأسيس مدينة سيدي بلعباس وتقع حاليا في الجزائر.
- تأسيس مدينة دوبو وتقع حاليا في أستراليا.
- بداية حروب الأباش في 1849 والتي انتهت في 1924.
- 7 مارس - حل البرلمان النمساوي.

## مواليد
- أمير علي
- أوغست ستريندبرغ
- إيفان بافلوف
- إيما لازاروس
- برنارت فون بولوف
- جوزيف غالياني
- جون أمبروز فلمنج
- فرانسيس هودسون برنيت
- كينموتشي سايونجي
- محمد عبده
- ويليام أوسلر
- يوسف النبهاني
- محمد حامد السقاف

## وفيات
- إدغار آلان بو
- بيجو (ماريشال)
- جيمس بولك
- جوزيب كاسبر ميزوفانتي.
- حسين بشروئي
- فريدريك شوبان
- كارل كريستيان نادلر
- محمد علي البارفروشي
- محمد علي باشا
- يوهان شتراوس الأب